# Hancock County (Indiana)
Hancock County is een county in de Amerikaanse staat Indiana.
De county heeft een landoppervlakte van 793 km² en telt 55.391 inwoners (volkstelling 2000). De hoofdplaats is Greenfield.

## Bevolkingsontwikkeling

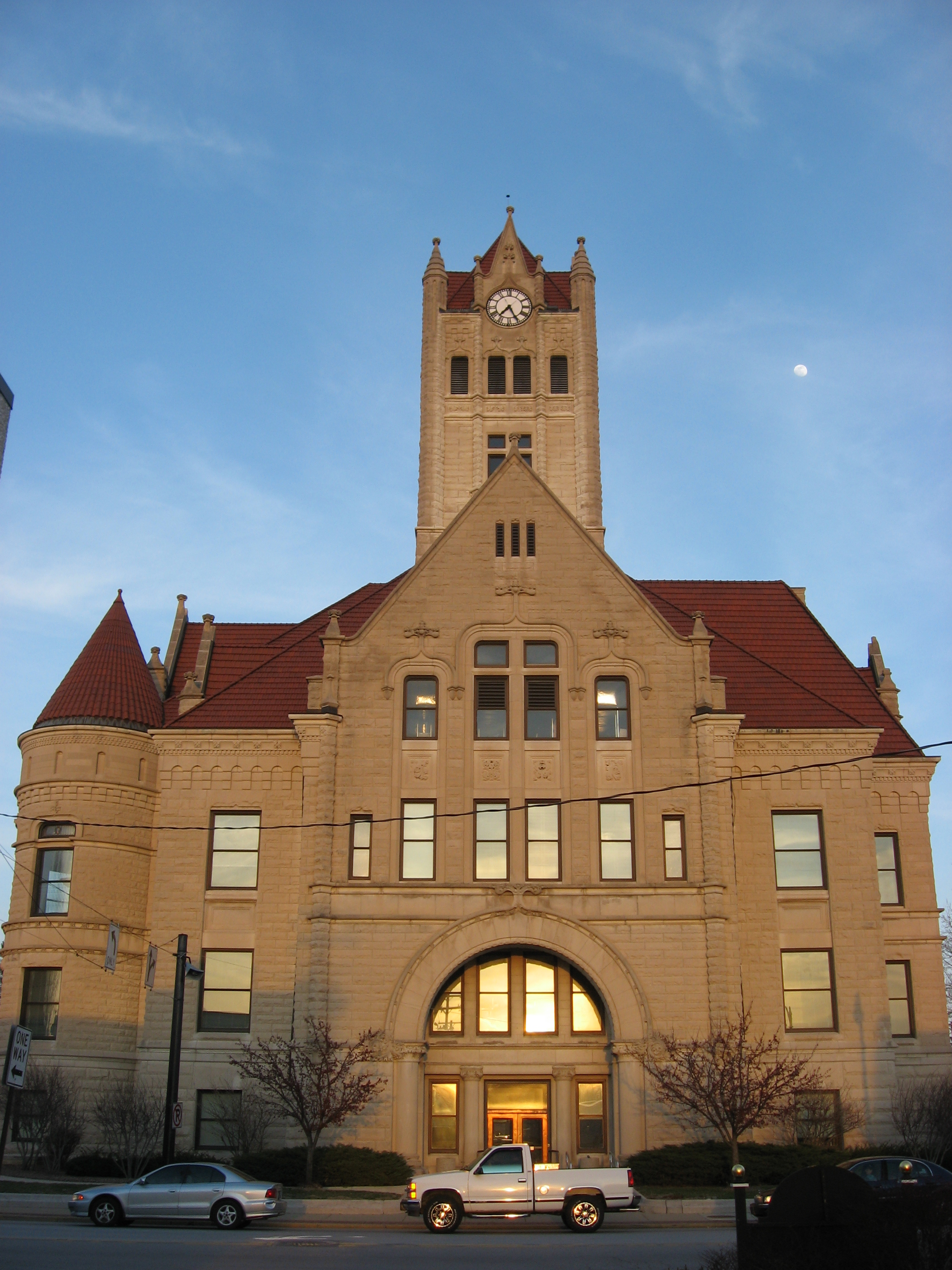
Hancock County Courthouse